# Mimi Belmonte
Pour les articles homonymes, voir Belmonte.
Mimi Belmonte, née le 16 octobre 1926 à Montréal et morte dans la même ville le 3 janvier 2024, est une femme médecin canadienne, spécialisée en pédiatrie.

## Biographie
Elle reçoit l'Ordre du Canada en 1999.
Elle est une fondatrice du Camp Carowanis pour les enfants diabétiques.